# Skaryszew
Skaryszew je město v Polsku v Mazovském vojvodstvím v okrese Radom. V roce 2024 zde žilo 4 458 obyvatel.

## Historie
První listinná historická zmínka pochází z roku 1198, jiné prameny udávají rok 1187. V této době se zde již nacházel dřevěný kostel. Roku 1228 nebo 1230 obdržel Skaryszew městské právo. Roku 1241 bylo město zničeno Tatary, 1264 bylo avšak zase obnoveno. Roku 1354 potvrdil polský král Kazimír III. veliký udělení městského práva a 1433 bylo městu uděleno tzv. Magdeburské právo. V rámci tzv. Třetího dělení Polska roku 1795 připadl Skaryszew Rakousku. Skaryszewský každoroční jarmark s koňmi, je velice oblíbená společenská a kulturní událost, která se koná od roku 1633.
V roce 1867 bylo městu odebráno, stejně jako jiným v tehdejším Kongresovém Polsku, městské právo. Dne 8. září 1939 bylo město bombardováno německým Wehrmachtem. Město bylo až do příchodu Rudé armády v lednu 1945 obsazeno německou armádou.

## Galerie

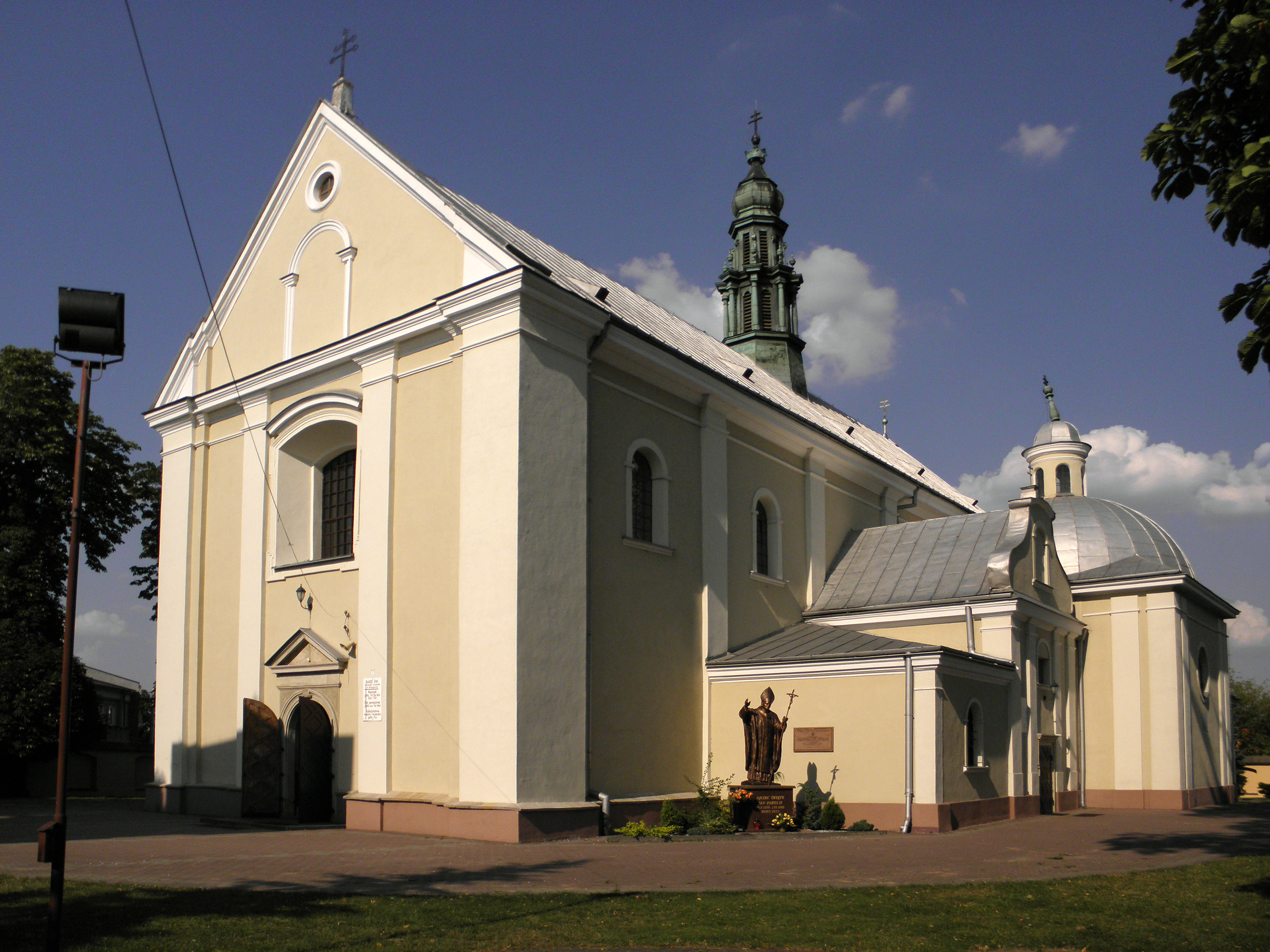
Místní kostel
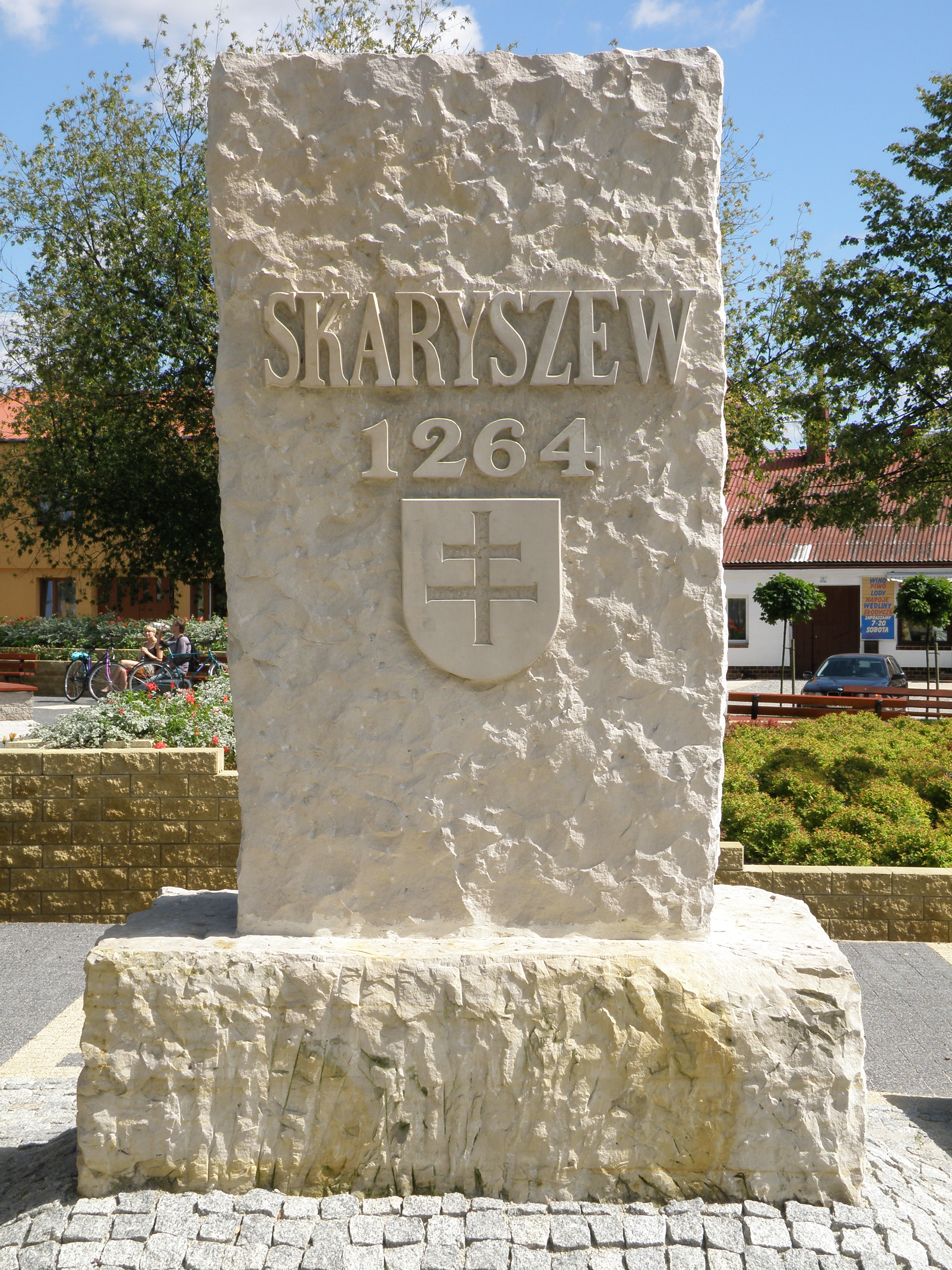
Místní památník
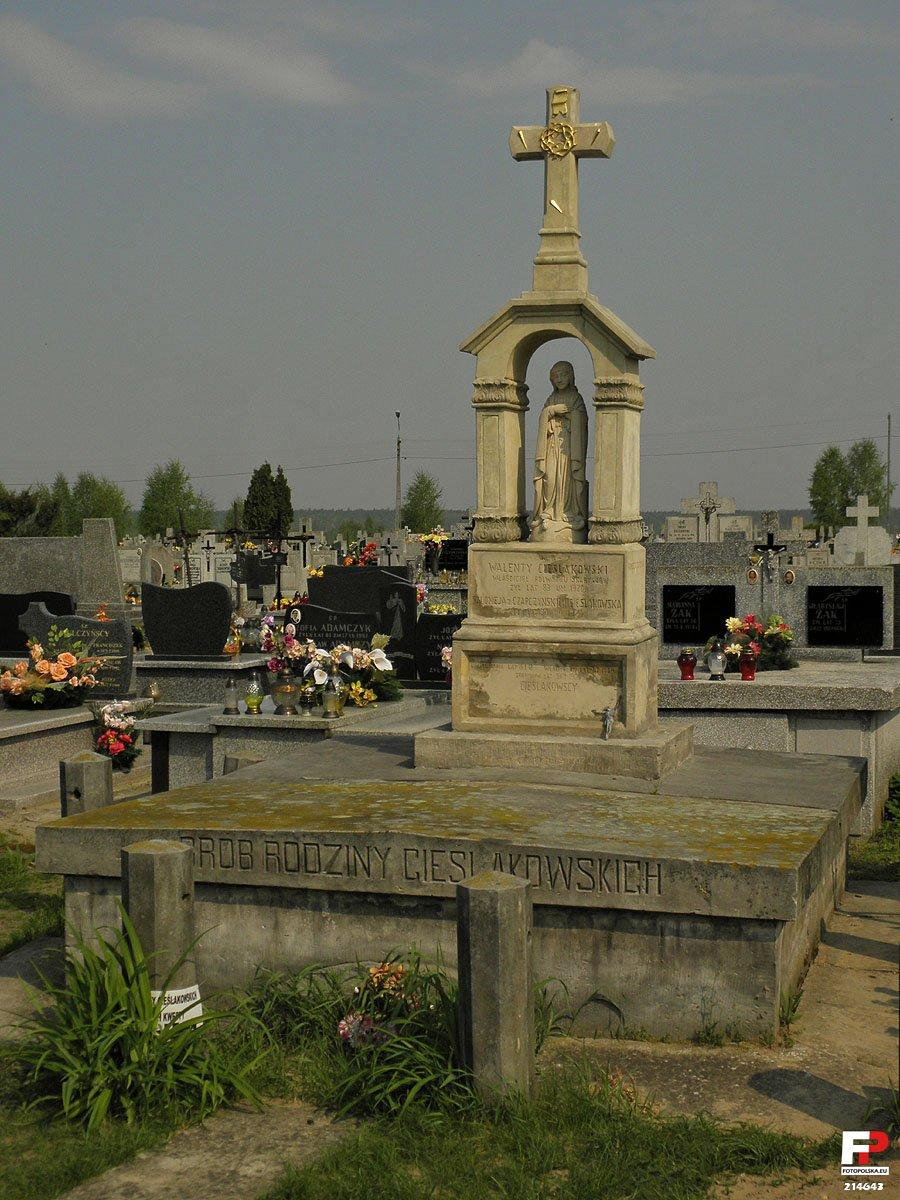
Místní hřbitov
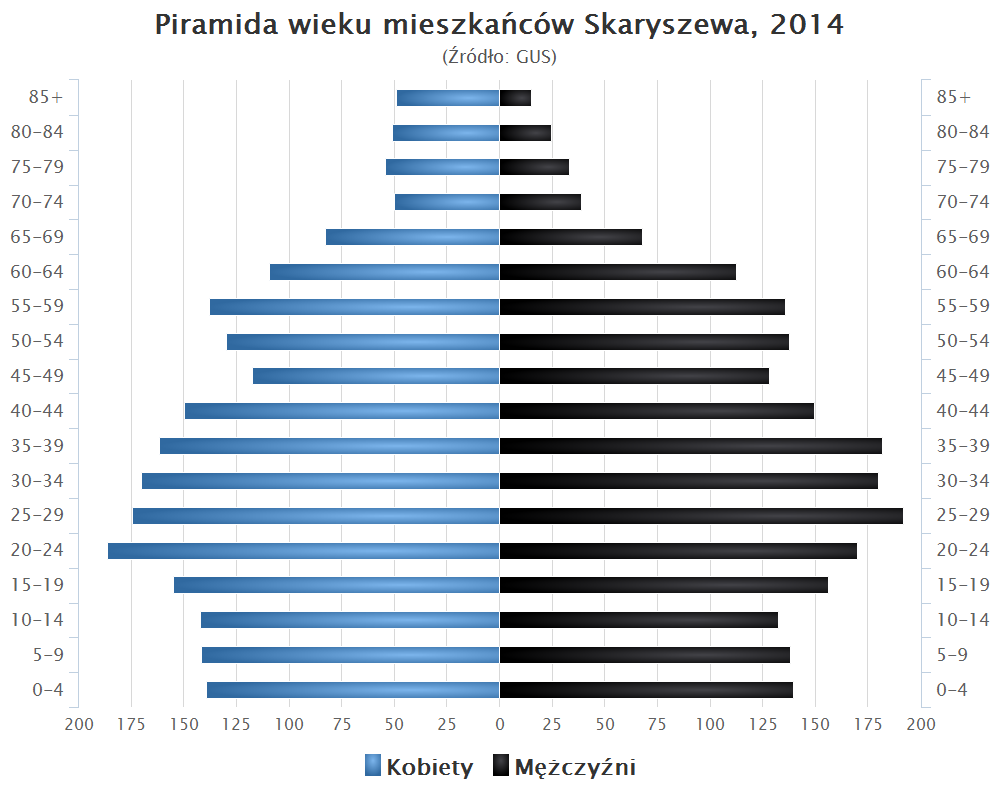
Demografická struktura města (2014)

## Osobnosti
- Ewa Kopaczová (* 1956) – polská politička a lékařka
- Stanisław Łyżwiński (* 1954) – polský politik